# Phricanthes hybristis
Phricanthes hybristis es una especie de polilla de la familia Tortricidae. Se encuentra en Java en Indonesia.